# Ludichrist
Ludichrist war eine US-amerikanische Crossover-Band aus Long Island, New York, die im Jahr 1984 gegründet wurde und sich 1989 wieder auflöste.

## Geschichte
Die Band wurde im Jahr 1984 gegründet. Nach der Veröffentlichung zweier Demos, erschien im Jahr 1986 über Combat Records das Debütalbum Immaculate Deception. Als Gastmusiker waren darauf Roger Miret (Agnostic Front), Eddie Sutton (Leeway), John Connelly (Nuclear Assault), sowie Chris Notaro (Crumbsuckers) zu hören. Das Cover des Albums wurde von Ed Repka gestaltet. Auf dem nächsten Album Powertrip im Jahr 1988 waren als einzige verbliebene Bandmitglieder noch Sänger Tommy Christ und Gitarrist Glen Cummings enthalten. Als neue Mitglieder waren auf dem Album Gitarrist Paul Nieder, Bassist Mike Walters und Schlagzeuger Dave Miranda vertreten. Miranda verließ die Band kurz nach Veröffentlichung des Albums wieder und wurde durch Tony Scaglione (Ex-Whiplash) ersetzt. Scaglione hatte kurz zuvor Dave Lombardo bei Slayer vertreten. Jedoch verließ auch Scaglione die Band im Oktober 1988 wieder, um Raging Slab beizutreten. Danach ging die Band auf Europatournee zusammen mit Bad Brains, Agnostic Front und Suicidal Tendencies. Ex-Bassist Chuck Valle sollte im Jahr 1989 Murphy’s Law beitreten. Im selben Jahr löste sich außerdem die Band auf, da Tommy Christ, Glenn Cummings und Paul Nieder beschlossen, die Band Scatterbrain zu gründen. Im Jahr 1994 wurde Chuck Valle in Kalifornien erstochen. Im Jahr 2007 fand die Band wieder zusammen für einen einmaligen Auftritt in New York City.

## Stil
Die Band spielte eine Mischung aus Hardcore Punk und Thrash Metal, sodass die Musik stark an Bands wie die Crumbsuckers erinnert.

## Diskografie
- 1985: 1st Demo (Demo, Eigenveröffentlichung)
- 1985: Demo 2 (Demo, Eigenveröffentlichung)
- 1986: CBGB presents Off the Board (Live-Album, Off the Board Records)
- 1986: Immaculate Deception (Album, Combat Records)
- 1987: Power Trip (Demo, Eigenveröffentlichung)
- 1988: Powertrip (Album, Combat Records)